# Graulinster
Graulinster (lb. Grolënster, um Groeknapp) – wieś (Uertschaft) we wschodnim Luksemburgu, część jej leży w kantonie Echternach, w gminie Bech, a pozostała jej część w kantonie Grevenmacher, w gminie Junglinster. Do 3 października 2015 miejscowość leżała w dystrykcie Grevenmacher. Wieś zamieszkuje 18 osób (1 stycznia 2023).